# 野跡駅
野跡駅（のせきえき）は、愛知県名古屋市港区野跡二丁目にある、名古屋臨海高速鉄道あおなみ線の駅である。駅番号はAN10。

## 歴史
- 2004年（平成16年）
  - 9月20日：沿線区住民対象の試乗会にて公開。
  - 9月25日：名古屋市民対象の試乗会にて公開。
  - 10月6日：開業。

## 駅構造

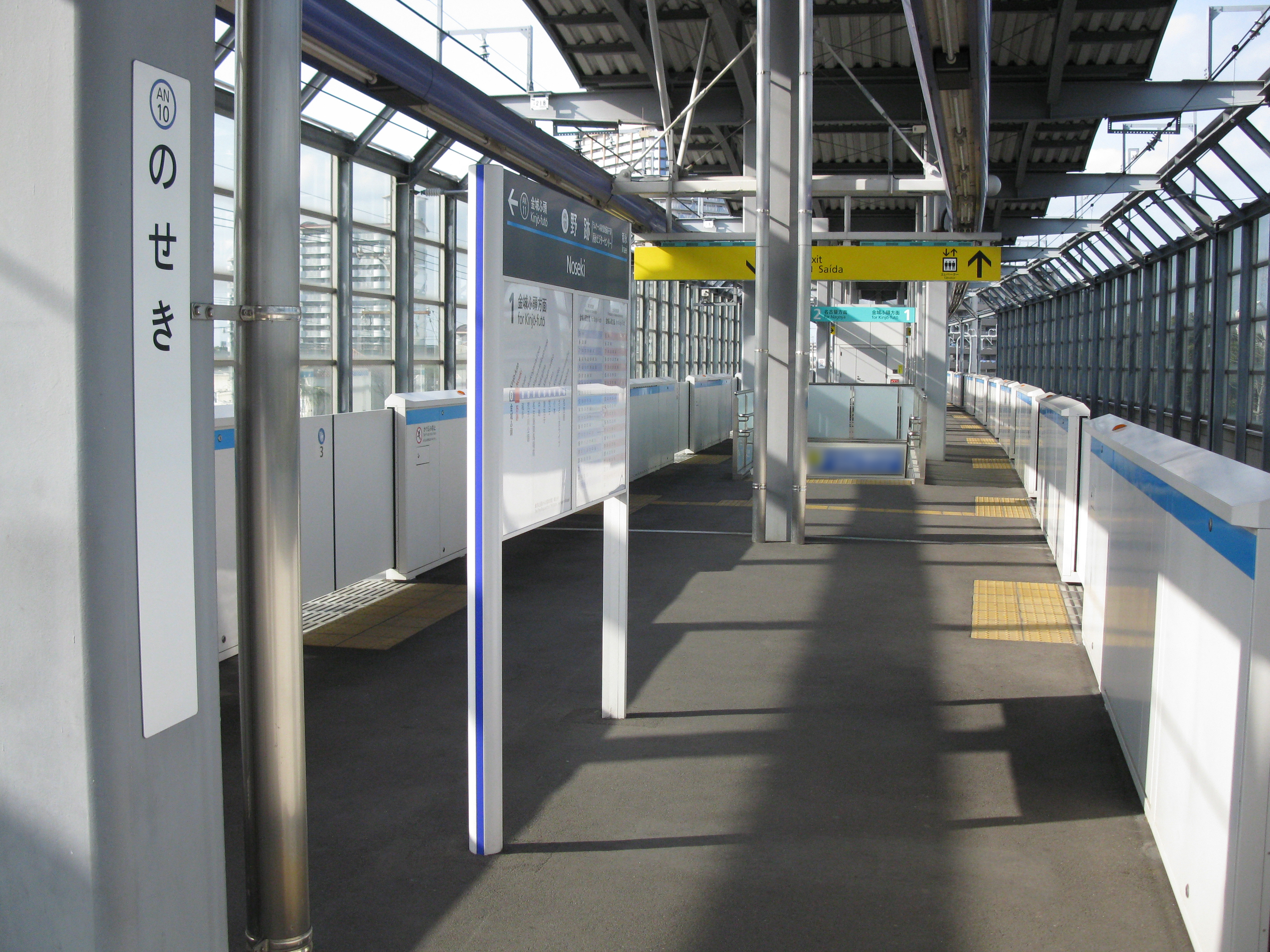
ホーム（2010年3月）

島式ホーム1面2線を有する高架駅。上下線のホームに安全対策として可動式ホーム柵を設置。バリアフリーの対応としてエレベーターを1基配置。海に近くなって来るため、隣の金城ふ頭駅のホームドア（フルスクリーンタイプ）設置までは至らないが駅写真の通り遮風のための透明の板が設置されている。
通常は駅員無配置駅であり、金城ふ頭駅駅員が管理している。

### のりば
| 番線 | 路線        | 方向 | 行先         |
| ---- | ----------- | ---- | ------------ |
| 1    | ■あおなみ線 | 下り | 金城ふ頭方面 |
| 2    | ■あおなみ線 | 上り | 名古屋方面   |

## 利用状況
2021年度の乗車人員は356,255人、1日平均乗車人員は751人である。あおなみ線の駅では最も乗車人員が少ない。
近年の年度別乗車人員の推移は下表のとおりである。
| 年度               | 乗車人員 | 乗車人員 |
| 年度               | 1日平均  | 年度毎   |
| ------------------ | -------- | -------- |
| 2004年（平成16年） | 527      | 93,245   |
| 2005年（平成17年） | 577      | 210,435  |
| 2006年（平成18年） | 643      | 234,825  |
| 2007年（平成19年） | 681      | 249,334  |
| 2008年（平成20年） | 714      | 260,634  |
| 2009年（平成21年） | 783      | 285,640  |
| 2010年（平成22年） | 819      | 298,968  |
| 2011年（平成23年） | 835      | 305,662  |
| 2012年（平成24年） | 858      | 313,133  |
| 2013年（平成25年） | 919      | 335,365  |
| 2014年（平成26年） | 932      | 340,216  |
| 2015年（平成27年） | 952      | 348,461  |
| 2016年（平成28年） | 1,004    | 366,294  |
| 2017年（平成29年） | 980      | 357,688  |
| 2018年（平成30年） | 924      | 337,130  |
| 2019年（令和元年） | 973      | 356,255  |
| 2020年（令和2年）  | 739      | 269,697  |
| 2021年（令和3年）  | 751      | 274,107  |
| 2022年（令和4年）  | 797      | 290,832  |

## 駅周辺

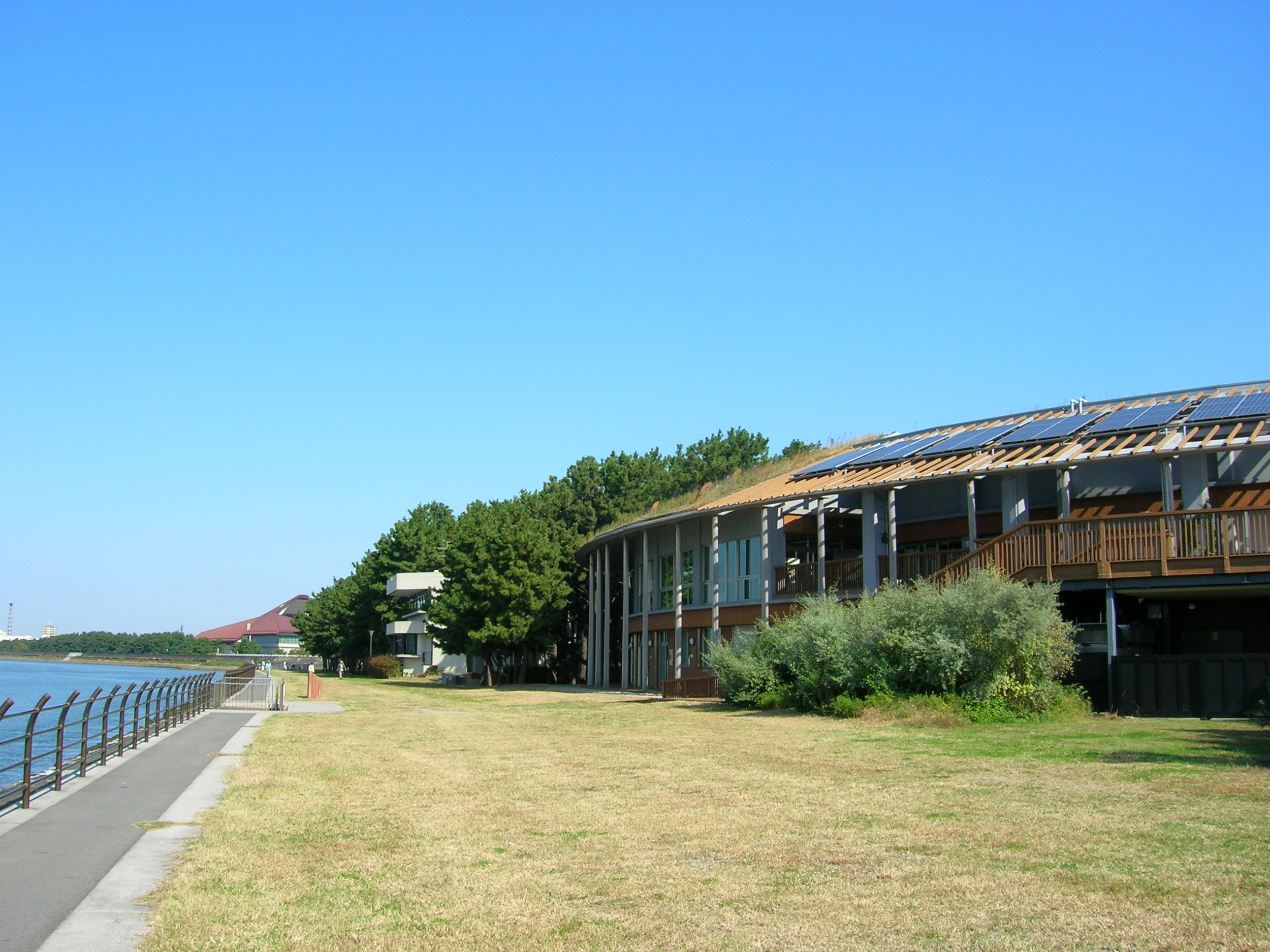
稲永公園

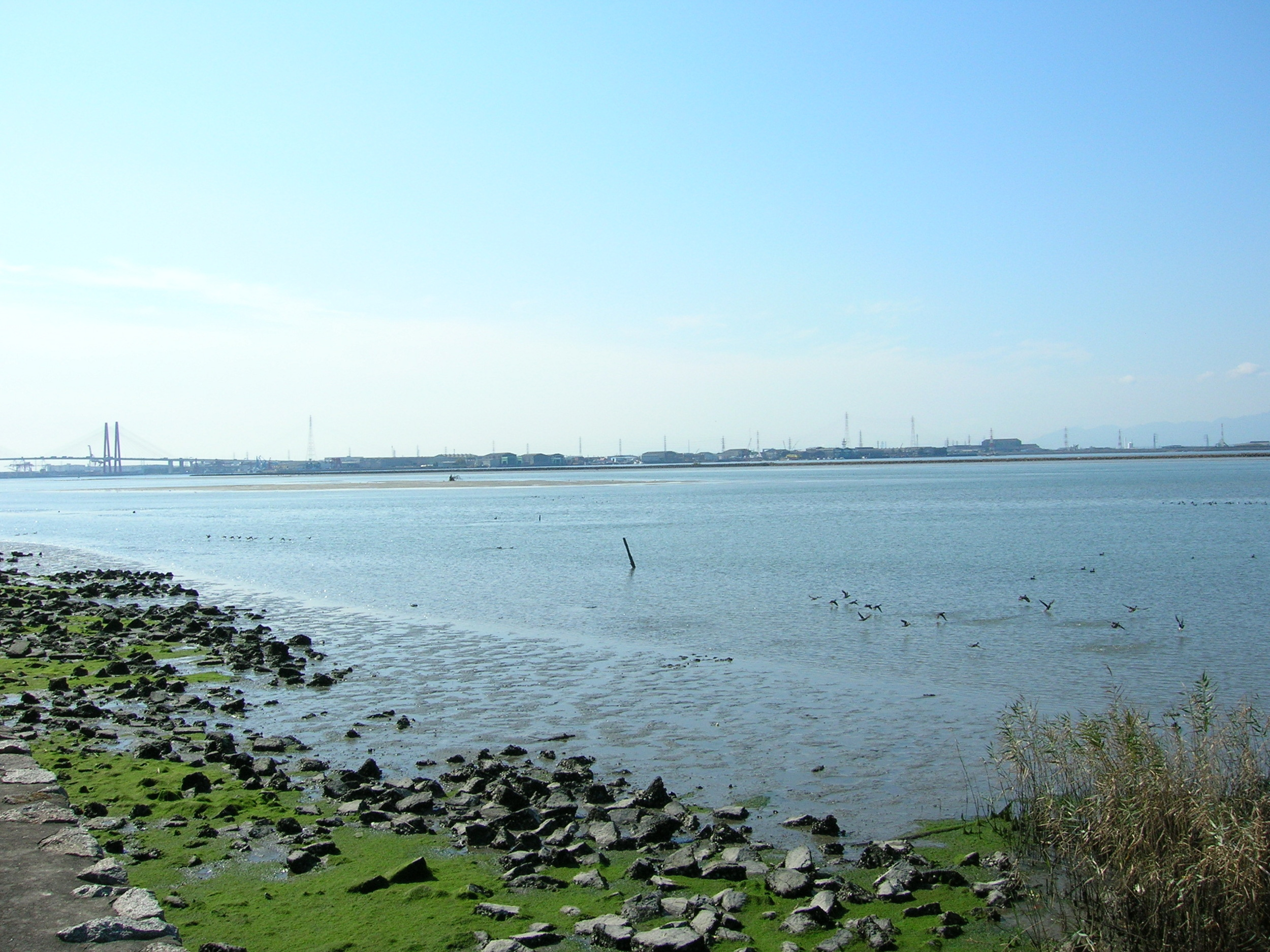
藤前干潟

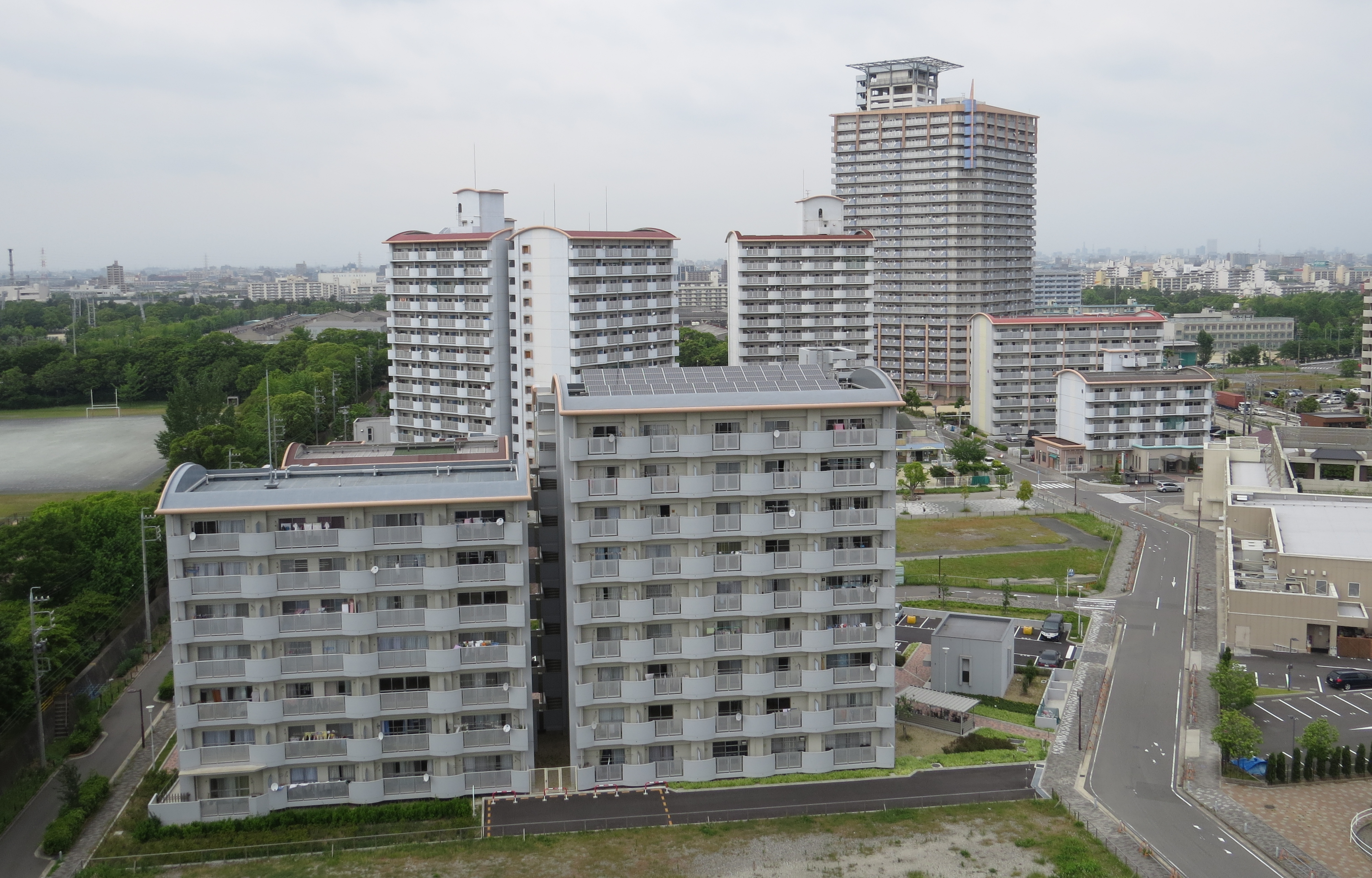
名古屋市営みなと荘

当駅は藤前干潟を観察できる稲永公園の東側にある。駅の近隣にみなと荘などの集合住宅が立ち並ぶ一方、近辺にはニチハ名古屋工場や愛知機械工業永徳工場が所在しており、工業地帯としての側面も持つ。

### 公園
- 稲永公園
  - 稲永スポーツセンター
  - 名古屋市港サッカー場（CSアセット港サッカー場）
  - 名古屋市野鳥観察館
  - 稲永ビジターセンター
- 稲永東公園

### 学校
- 名古屋市立野跡小学校

### 施設
- 野跡コミュニティセンター
- 名古屋港セントグレース大聖堂（閉鎖・解体）
- アライオークション名古屋（自動車業者向けオークション会場）野跡駅から徒歩17分

### 工場
- ニチハ名古屋工場
- 愛知機械工業永徳工場

### 建物
- シティファミリー鴨浦
- 名古屋市営みなと荘1棟

### 交通
車庫
- あおなみ線潮凪車庫

道路
- 金城ふ頭線（名古屋市道金城埠頭線）

港湾
- 名古屋港フェリーターミナル（太平洋フェリー）

## バス路線

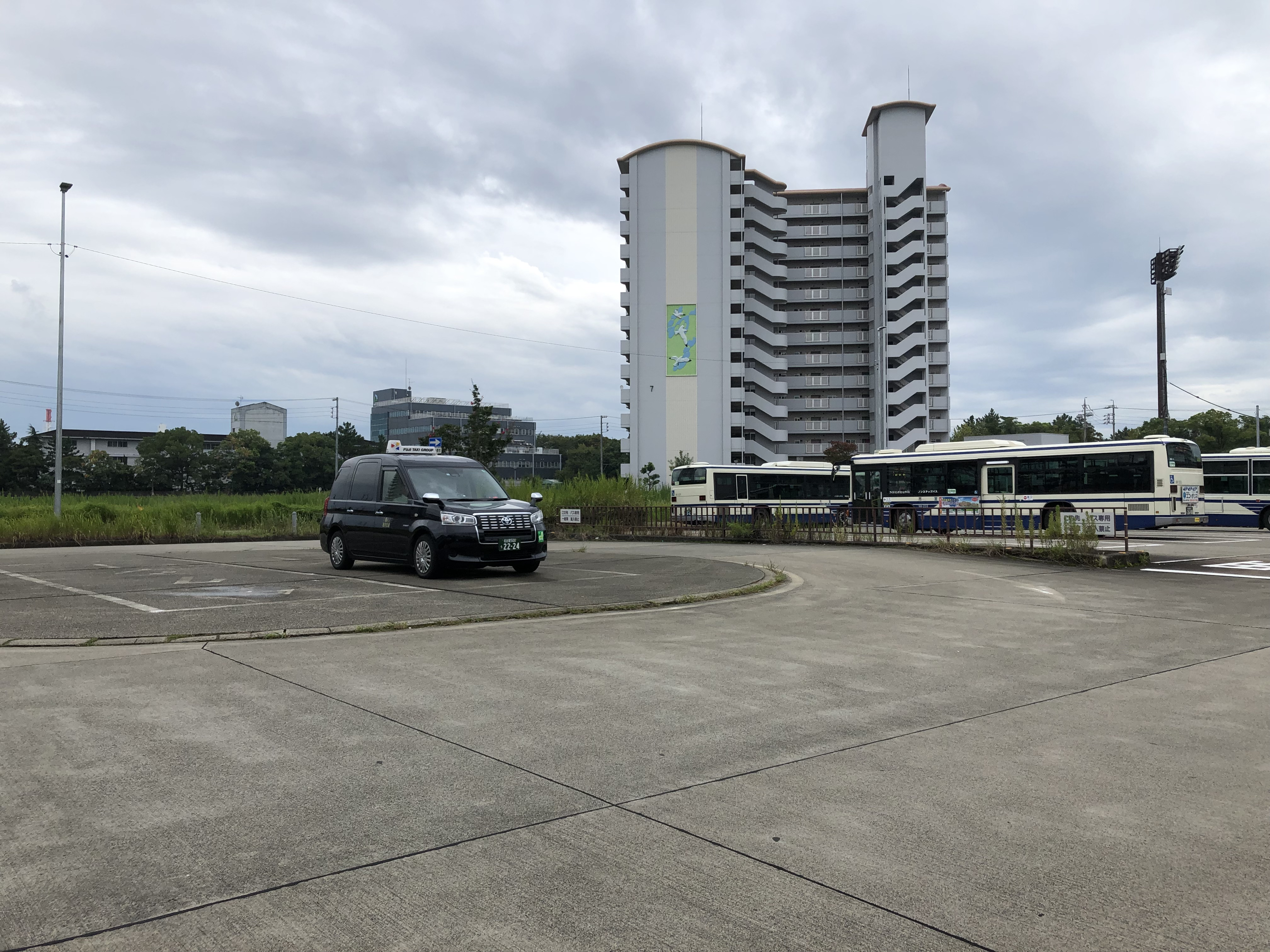
野跡交通広場（2021年9月）

金城ふ頭線（名古屋市道金城埠頭線）沿いと野跡交通広場（ターミナル）に「野跡駅」バス停が設けられている。

### 名古屋市営バス
「野跡駅」バス停
- [幹名駅2] 名古屋駅行き
- [幹築地1]
  - なごや港行き
  - 港区役所行き
  - フェリーふ頭行き
- [金山25]
  - 金山行き
  - 港区役所行き
- [高畑13] 地下鉄高畑→八田駅行き

### 備考
あおなみ線開業後は多くのバスがここで折り返しており、バスが通じていない金城ふ頭方面と各地との乗り継ぎ拠点にもなっているが、乗り継ぎの利用者はそれほど多くない。
名古屋市営バスは基本的に駅前にある「野跡交通広場」というターミナルに設けられた乗り場を発着するが、途中停留所となっているフェリーふ頭発着便はターミナルに入らない。
潮凪車庫でイベントが行われる際は当駅から無料シャトルバスが運行されることがある。当駅から潮凪車庫へは徒歩で約15分。

## その他
あおなみ線開業前は別の場所に名古屋市営バスの野跡停留所があった（現在の停留所名は野跡小学校）。読み方は「のぜき」であった。なお町名の読み方は「のせき」である。

## 隣の駅
名古屋臨海高速鉄道
■あおなみ線
稲永駅 (AN09) - （潮凪信号場） - 野跡駅 (AN10) - 金城ふ頭駅 (AN11)
- ()内は駅番号を示す。